# Coracora (Peru)
Coracora é uma cidade do Peru, situada na região do  Ayacucho. Capital da província de  Parinacochas, sua população em 2017 foi estimada em 10.851 habitantes.